# Maureen Oil Field
Maureen Oil Field är ett oljefält i Storbritannien. Det ligger i den nordöstra delen av landet, 700 km norr om huvudstaden London.
Terrängen runt Maureen Oil Field är varierad.  Det finns inga samhällen i närheten. 